# Логистика
Логистика представља целокупан процес планирања, обезбеђења, контроле и евиденције снабдевања и збрињавања материјалним средствима (интендантска и техничка служба), организације транспорта (саобраћајна служба), хоспитализације људства (санитетска служба), рада и одржавања постројења оружаних снага (војна индустрија, ратна привреда) или привредних ентитета.  Разликују се: потрошачка логистика, која се бави снабдевањем трупа на бојишту, и произвођачка логистика, која ставља нагласак на производњу и набавку војних потреба. 
У свом најсвеобухватнијем смислу, то су они аспекти или војне операције чија је намена:
- Дизајн, развој, набавка, складиштење, дистрибуција, одржавање, евакуација и одлагање материјала.
- Превоз особља.
- Набавка или изградња, одржавање, рад и располагање постројењима.
- Набавка или опремање сервиса.
- Подршка медицинске и здравствене службе.

## Историја
Реч „логистика” је изведена од грчког придева logistikos што значи „вешт у прорачуну”. Прва административна употреба речи била је у римско и византијско доба када је постојао војни административни службеник са титулом логиста. У то време, та реч је очигледно подразумевала вештину у нумеричким прорачунима.
Историјски, залихе за војску су се прво набављале тражењем хране или пљачком, посебно у случају намирница и сточне хране, иако би се ресурси могли брзо исцрпити ако се путује кроз напуштени регион или остаје на једном месту предуго. Други метод је био да војска донесе оно што је потребно, било бродовима, товарним животињама, вагонима или носећи на леђима самих војника. Ово је омогућило војсци извесну меру самодовољности, а све до 19. века већину муниције која је војнику била потребна за читав поход могао је да носи са собом. Међутим, овај метод је довео до великог конвоја пртљага који је могао да успори напредовање војске, а развој бржег оружја убрзо је надмашио способност војске да се снабде. Почевши од Индустријске револуције, нови технолошки, технички и административни напредак довео је до трећег метода, одржавања залиха у залеђини и транспорта на фронт. Ово је довело до „логистичке револуције“ која је почела у 20. веку и драстично је побољшала способности модерних армија док их је учинила веома зависним од овог новог система.

### 5. до 15. века
Дело Де ре милитари, које је написао Публије Флавије Вегеције Ренатус крајем 4. века, ауторитативан је текст који осветљава логистику, стратегије и тактике, као и режим обуке војника на крају Римског царства, од којих су неке одржаване и модификоване током целог средњовековног периода. То је постало широко коришћено као војни водич током средњовековног периода и показује средњовековно наслеђе и прилагођавање римске војне инфраструктуре.
Једна од најзначајнијих промена у војној организацији након пада Римског царства у 5. веку био је прелазак са централно организоване војске на комбинацију војних снага сачињених од локалних трупа. Према De ordine palatii — делу састављеном у касном 9. веку као одраз организације дворова под Лујем III од Француске и Карломаном II — локалне трупе су често радиле у домаћинству за време мира и добијале су храну и пиће од високих званичника у кући. Магнати домаћинстава су користили сопствена средства за своје људе, а током владавине Карла Великог и владавине династије Отона у Немачкој, неки главари кућа су изградили сталне оставе и настамбе за смештај људи или залиха.
Док су били у кампањи, војници су током средњовековног периода (од 5. до 15. века у Европи) били одговорни за снабдевање, било путем тражења хране, пљачке (чешће током опсада) или куповине на пијацама дуж руте кампање. Чак и тако, војни команданти су често обезбеђивали своје трупе храном и залихама, али би то било обезбеђено уместо војничке плате ако би радили у краљевој кући, или би се од војника очекивало да то плаћају из своје плате ако не раде на краљевом поседу, било по цени или чак са профитом.
Неке ране владе, попут Каролинга у 8. веку, захтевале су од војника да обезбеде своју храну током три месеца, али би након тога бесплатно храниле војнике ако је кампања или опсада била у току. Касније, током немачког грађанског рата почетком 1070-их, од саксонских војника се захтевало да донесу залихе довољне за целу кампању.
Што се тиче превоза хране за војнике и животиња које су пратиле војску у походима, за војнике је било потребно око 2.500 килограма хране, око 9.000 килограма хране за коње и 19.000 килограма (од чега је скоро 1/2 жито) било је потребно за осталу вучну стоку (магарце и волове, на пример) по дану. Команданти су такође могли да поведу стада стоке како би својим људима обезбедили свеже месо током путовања. Стадо од отприлике 1.000 говеда могло је да нахрани око 14.000 мушкараца отприлике десет дана.